# 蘇仁崇
蘇仁崇（1954年—），臺灣省花蓮縣人，中華民國外交官。畢業於國立政治大學外交學系學士、淡江大學歐洲研究所碩士。1984年進入中華民國外交部，曾任駐南非大使館三等秘書、駐史瓦濟蘭大使館二等秘書、駐越南台北經濟文化辦事處領務組長、外交部中部辦事處副處長、駐英國台北代表處愛丁堡辦事處總領事銜處長、駐吐瓦魯大使等職務。

## 職業生涯
2013年8月，中華民國總統夫人周美青訪問愛丁堡，由駐英國代表沈呂巡與駐愛丁堡辦事處長蘇仁崇陪同，應邀出席「愛丁堡軍樂節」的歡迎晚宴。
2017年11月，中華民國總統蔡英文訪問吐瓦魯，由駐吐瓦魯大使蘇仁崇與吐瓦魯大禮官Mahu Tinapa登機迎接，該國總督伊塔雷理則在機梯前親自迎接，並舉行歡迎儀式。
2019年9月，吐瓦魯大選後，立場親台的總理索本嘉連任失敗，而親總理那塔諾的態度不明，可能影響兩國邦交。其後，駐吐瓦魯大使蘇仁崇與那塔諾以及新政府全體內閣成員會面，並表達祝賀之意，那塔諾也向蘇仁崇表示兩國邦交穩固。蘇仁崇在訪問時指出，早在10多年前北京就試圖破壞兩國邦交，但沒什麼影響力，「你可以察覺到，他們用盡各種方法要吸引我們的邦交國。但是吐瓦魯沒問題，他們發揮不了影響力。」台灣和吐瓦魯「從基層到最高層皆關係良好」。